# ミスティーノ
ミスティーノ（Mystino）は、Curisle N.V.社（登録番号150895、住所：E-commerce park Heelsumstraat 51,  Curaçao）によって運営されているオンラインカジノサイト。運営会社のCurisle N.V.は2019年に設立されている。

## 概要
ミスティーノは2020年5月にリリースされた。オランダ領キュラソー政府からMaster Gaming License＃8048 / JAZの認可を受け運営されている。使用可能通貨は米ドルとユーロ。ビットコインやイーサリアムなど仮想通貨での決済も可能。日本で人気の決済方法EcopayzやVenus Pointも利用できる。
ミスティーノにはミスティとジャックの2人の公式キャラクターが存在する。ミスティはVtuberとして活動もしている。

## ゲーム
ミスティーノには3,000種類以上のゲームがあり、それらはエボリューションゲーミング、Play’n GO、NetEnt、Microgamingなどの大手ゲームプロバイダー会社より提供されている。

## 受賞歴
- 2020年12月　必勝カジノ大賞で新人賞を受賞
- 2021年6月　必勝カジノ大賞（2021年上半期）で銅賞（第3位）を受賞
- 2021年12月　必勝カジノ大賞（2021年下半期）で銅賞（第3位）を受賞
- 2022年6月　必勝カジノ大賞（2022年上半期）で銀賞（第2位）を受賞